# サイド・ベルコーラ
サイド・ベルコーラ（アラビア語: سعيد بلقولة, 英: Said Belqola, 1956年8月30日 - 2002年6月15日）は、モロッコ出身の元サッカー審判員である。

## 概要
1993年にFIFAのライセンスを取得しFIFA国際審判員として活動していた。副業は税関職員。1998 FIFAワールドカップで決勝戦の審判を務めた。彼はアフリカ人初のFIFAワールドカップ決勝戦の主審となった。2002年、ガンとの闘病の末に亡くなった。

## 担当した主な国際大会

### 1998 FIFAワールドカップ
1998 FIFAワールドカップでは3試合で審判を担当した。
- グループリーグF: ドイツ代表対アメリカ合衆国代表
- グループリーグH: アルゼンチン代表対クロアチア代表
- 決勝戦: ブラジル代表対フランス代表